# Vellereille-le-Sec
 (avril 2012).
Vellereille-le-Sec est une section de la commune belge d'Estinnes, située en Région wallonne dans la province de Hainaut.
C'était une commune à part entière avant la fusion des communes de 1977.

## Évolution démographique
- Sources : INS, Rem. : 1831 jusqu'en 1970 = recensements, 1976 = nombre d'habitants au 31 décembre.

## Histoire

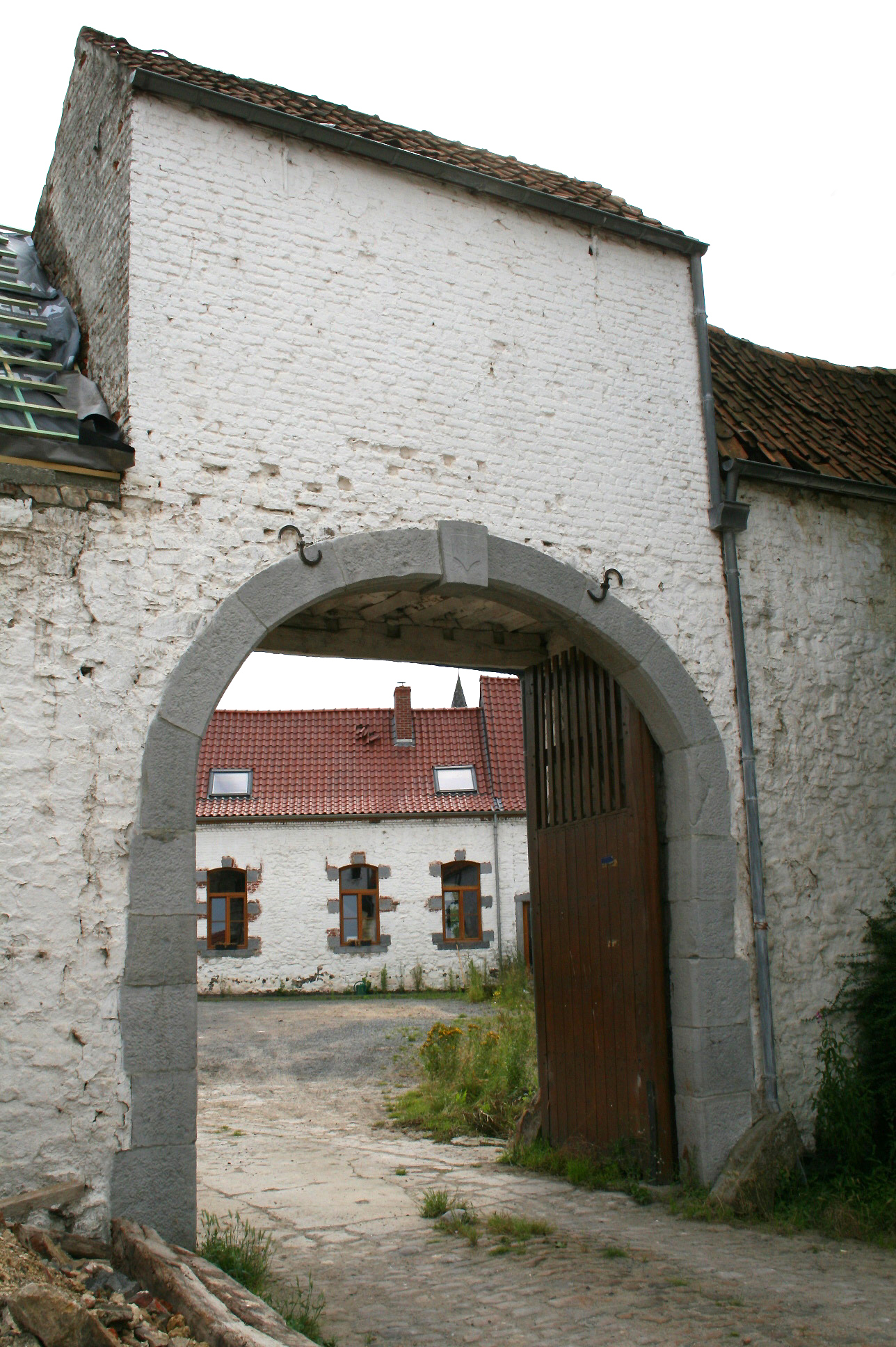
L'ancienne ferme Piérart.
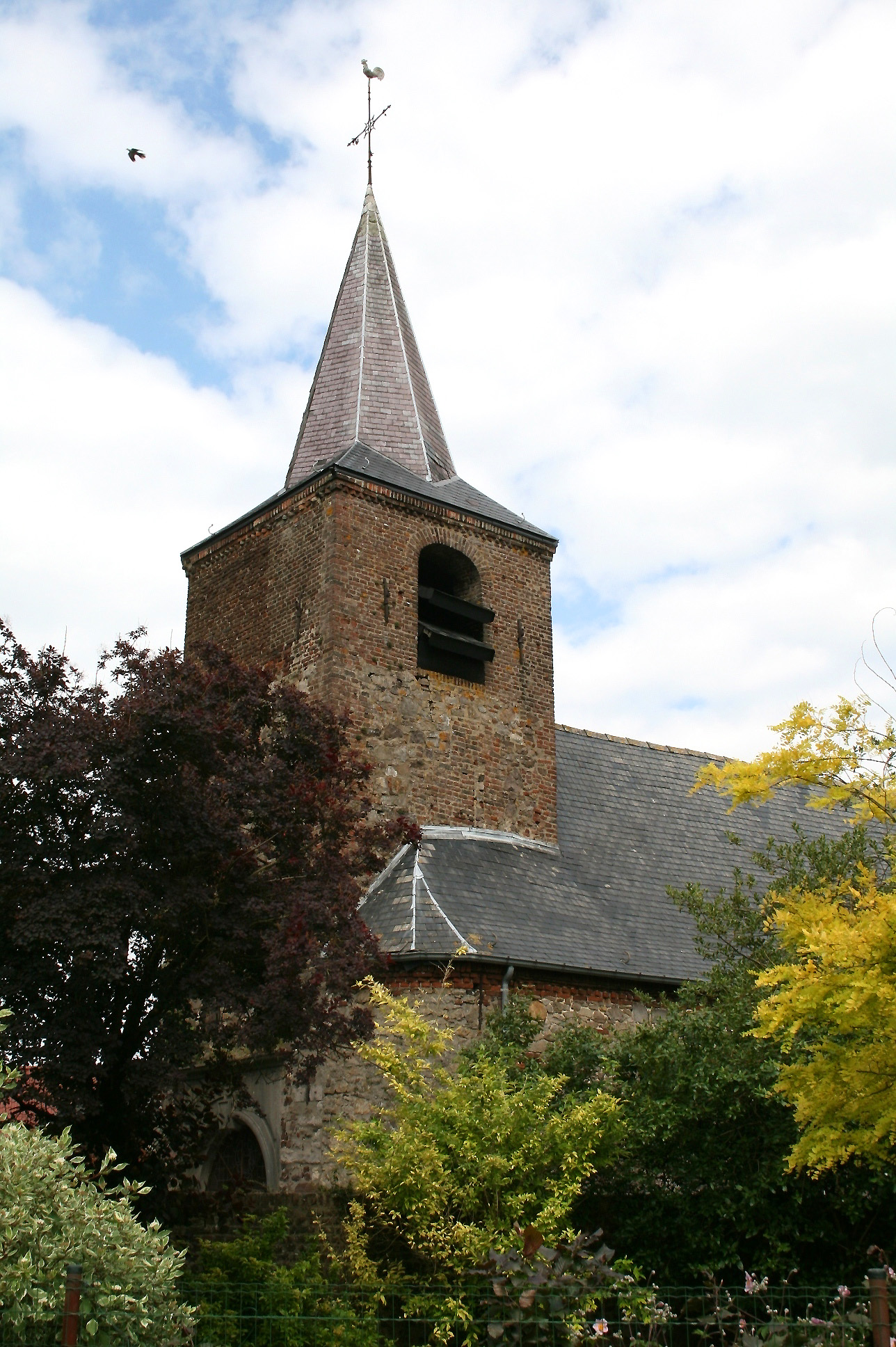
L'église Saint-Amand (XVe siècle).

## Patrimoine et culture

### Patrimoine architectural
- Eglise Saint-Amand. Petit édifice daté de 1622, en briques sur la tour, remanié au XVIIIe siècle et restauré en 1960[2].
- Château, rue de l'Eglise. Sur plan en U probablement élevé au 2e tiers du XVIIIe siècle par la famille Tahon de la Motte et passée aux Comtes d'Outremont[3].
- Ferme d'Epinlieu daté de 1774[4], située rue des Trieux.

### Culture et folklore

#### Littérature
En juin 2009, Michel Vergaelen a écrit un roman surréaliste qui met en scène certains habitants des années soixante, Les 4 Chemins, ayant le village pour décor.

## Économie
Des chemins de randonnée, à faire à pied,  à vélo, et/ou en VTT traversent les champs et les prairies de la commune. Ils mènent à Villers Saint-Ghislain, Estinnes-au-Val et Au Mont, Haulchin, Givry et Harmignies. Le sol est calcaire, comme en Champagne. On y cultive  du raisin (pinot noir et chardonnay) entre Vellereille et Haulchin. Un vin mousseux en est issu.

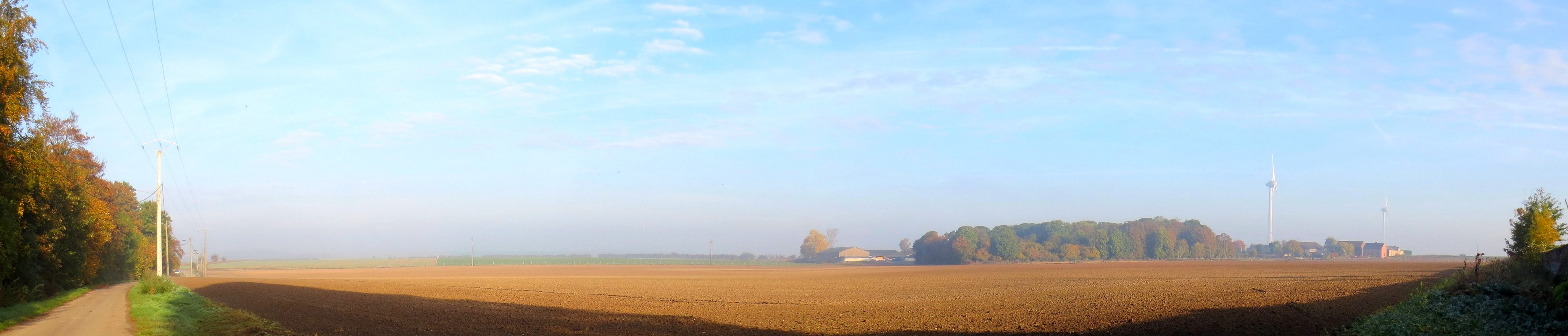
Vue panoramique de Vellereille-le-Sec.

### Parc éolien
Le parc éolien d'Estinnes couvre une partie du territoire de Vellereille-le-Sec, ainsi que ceux du Levant, de Mons et d'Estinnes. Il a été mis en service fin 2010. La hauteur des éoliennes, proche de deux cents mètres, en faisait les plus hautes du monde au moment de la mise en exploitation.[réf. nécessaire]